# Shamut
Shamut (en arménien Շամուտ) est une communauté rurale du marz de Lorri en Arménie. En 2008, elle compte 299 habitants.